# Copa portuguesa de futbol
La Copa Portuguesa (en portuguès Taça de Portugal) és la segona competició futbolística de Portugal. Es disputa en sistema d'eliminatòries. S'inicià l'any 1938-39 i es pot considerar com la continuació del Campionat de Portugal. És organitzat per la Federació Portuguesa de Futbol).

## Història
La primera competició de copa a Portugal fou la Taça do Império, un torneig disputat entre 1912 i 1918 i que fou organitzat pel club S.C. Império. La Federació Portuguesa de Futbol no el reconeix com a oficial.
El 1921 la mateixa Federació impulsà el Campionat de Portugal, torneig disputat per eliminatòries. Com no existia la lliga portuguesa, aquest era el campionat més important del país i el vencedor era considerat campió nacional. Des del 1938/39, a causa de la creació de la lliga, el Campionat de Portugal es converteix en Taça de Portugal (Copa de Portugal).
Actualment hi prenen part els clubs que participen en les quatre divisions nacionals de la lliga portuguesa: Primeira Divisão; Liga de Honra, 2ª Divisão B i 3ª Divisão), a més dels primers classificats de les diferències lligues regionals. Les eliminatòries es disputen a doble partit (anada i tornada) i la final es disputa a partit únic en terreny neutral, històricament a l'Estádio Nacional de Jamor, Lisboa). El campió obté una plaça per la Copa de la UEFA i per disputar la Supercopa Cândido de Oliveira contra el campió de lliga.

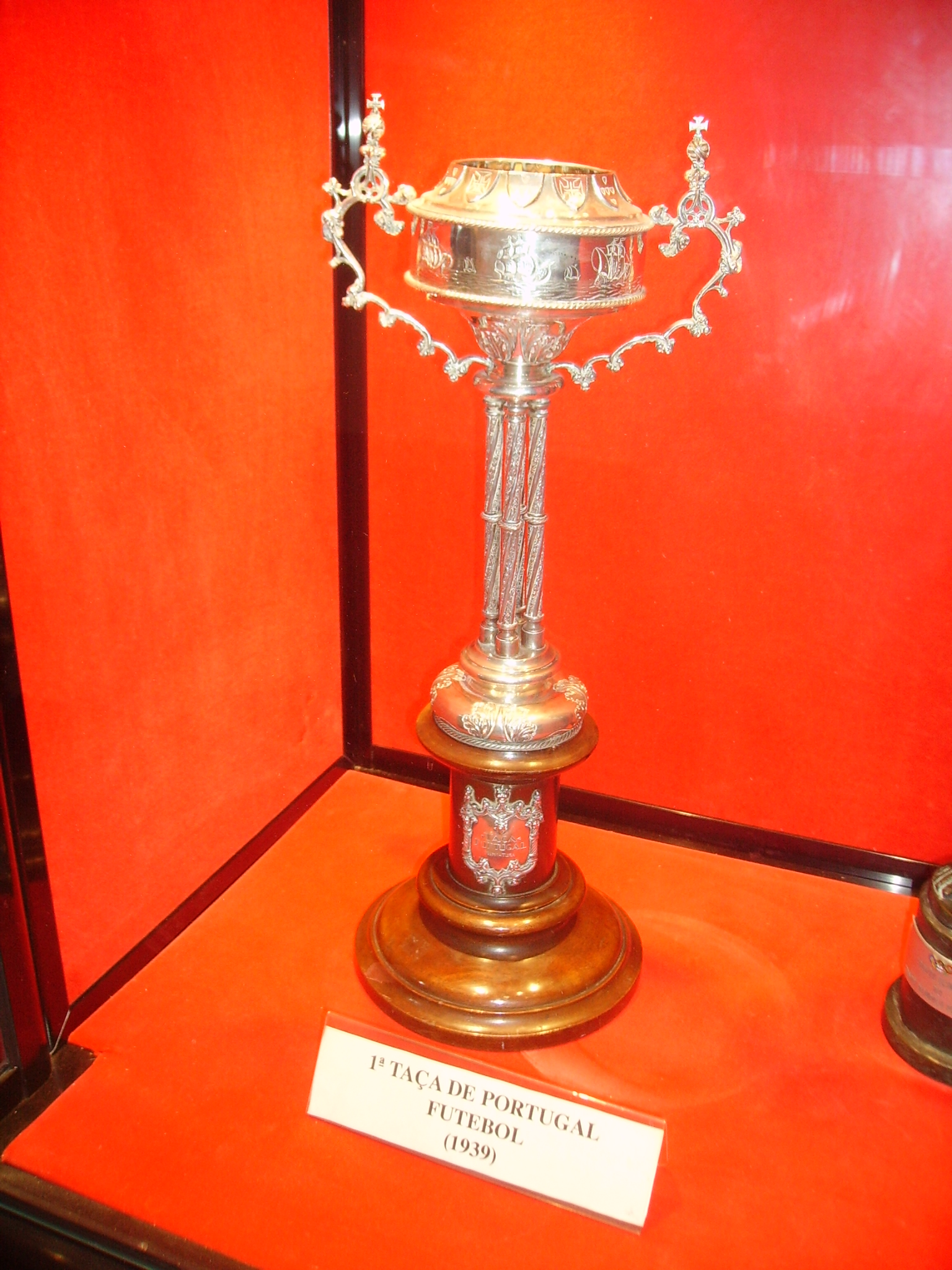
Replica de la Taça de Portugal de Académica de Coimbra el 1939.

## Palmarès

Font:
| Any     | Campió           | Resultat   | Finalista               | Seu                              |
| ------- | ---------------- | ---------- | ----------------------- | -------------------------------- |
| 1921-22 | FC Porto         | 2-1        | Sporting CP             | Campo da Constituição, Porto     |
| 1921-22 | FC Porto         | 0-2        | Sporting CP             | Estádio do Campo Grande, Lisboa  |
| 1921-22 | FC Porto         | 3-1 (prò.) | Sporting CP             | Estádio do Bessa, Porto          |
| 1922-23 | Sporting CP      | 3-0        | A. Académica de Coimbra | Santo Estádio, Faro              |
| 1923-24 | SC Olhanense     | 4-2        | FC Porto                | Campo Grande, Lisboa             |
| 1924-25 | FC Porto         | 2-1        | Sporting CP             | Campo de Monserrate, Viana do C. |
| 1925-26 | CS Marítimo      | 2-0        | CF Os Belenenses        | Campo do Ameal, Porto            |
| 1926-27 | CF Os Belenenses | 3-0        | Vitória FC de Setúbal   | Campo do Lumiar, Lisboa          |
| 1927-28 | Carcavelinhos FC | 3-1        | Sporting CP             | Campo de Palhavã, Lisboa         |
| 1928-29 | CF Os Belenenses | 3-1        | União de Lisboa         | Campo de Palhavã, Lisboa         |
| 1929-30 | SL Benfica       | 2-1        | FC Barreirense          | Estádio do Campo Grande, Lisboa  |
| 1930-31 | SL Benfica       | 3-0        | FC Porto                | Campo do Arnado, Coïmbra         |
| 1931-32 | FC Porto         | 4-4 (prò.) | CF Os Belenenses        | Campo do Arnado, Coïmbra         |
| 1931-32 | FC Porto         | 2-1        | CF Os Belenenses        | Campo do Arnado, Coïmbra         |
| 1932-33 | CF Os Belenenses | 3-1        | Sporting CP             | Estádio do Lumiar, Lisboa        |
| 1933-34 | Sporting CP      | 4-3 (prò.) | FC Barreirense          | Estádio do Lumiar, Lisboa        |
| 1934-35 | SL Benfica       | 2-1        | Sporting CP             | Estádio do Lumiar, Lisboa        |
| 1935-36 | Sporting CP      | 3-1        | CF Os Belenenses        | Estádio do Lumiar, Lisboa        |
| 1936-37 | FC Porto         | 3-2        | Sporting CP             | Campo do Arnado, Coïmbra         |
| 1937-38 | Sporting CP      | 3-1        | SL Benfica              | Estádio do Lumiar, Lisboa        |

| Any     | Campió                      | Resultat      | Finalista               | Seu                           |
| ------- | --------------------------- | ------------- | ----------------------- | ----------------------------- |
| 1938-39 | A. Académica Coimbra (1)    | 4-3           | SL Benfica              | Campo das Salésias, Lisboa    |
| 1939-40 | SL Benfica (1)              | 3-1           | CF Os Belenenses        | Campo do Lumiar, Lisboa       |
| 1940-41 | Sporting CP (1)             | 4-1           | CF Os Belenenses        | Campo das Salésias, Lisboa    |
| 1941-42 | CF Os Belenenses (1)        | 2-0           | Vitória SC de Guimarães | Campo do Lumiar, Lisboa       |
| 1942-43 | SL Benfica (2)              | 5-1           | Vitória FC de Setúbal   | Campo das Salésias, Lisboa    |
| 1943-44 | SL Benfica (3)              | 8-0           | GD Estoril-Praia        | Campo das Salésias, Lisboa    |
| 1944-45 | Sporting CP (2)             | 1-0           | SC Olhanense            | Campo das Salésias, Lisboa    |
| 1945-46 | Sporting CP (3)             | 4-2           | Atlético CP             | Estádio Nacional, Oeiras      |
| 1946-47 | no es disputà               | no es disputà | no es disputà           | no es disputà                 |
| 1947-48 | Sporting CP (4)             | 3-1           | CF Os Belenenses        | Estádio Nacional, Oeiras      |
| 1948-49 | SL Benfica (4)              | 2-1           | Atlético CP             | Estádio Nacional, Oeiras      |
| 1949-50 | no es disputà               | no es disputà | no es disputà           | no es disputà                 |
| 1950-51 | SL Benfica (5)              | 5-1           | A. Académica Coimbra    | Estádio Nacional, Oeiras      |
| 1951-52 | SL Benfica (6)              | 5-4           | Sporting CP             | Estádio Nacional, Oeiras      |
| 1952-53 | SL Benfica (7)              | 5-0           | FC Porto                | Estádio Nacional, Oeiras      |
| 1953-54 | Sporting CP (5)             | 3-2           | Vitória FC de Setúbal   | Estádio Nacional, Oeiras      |
| 1954-55 | SL Benfica (8)              | 2-1           | Sporting CP             | Estádio Nacional, Oeiras      |
| 1955-56 | FC Porto (1)                | 2-0           | SCU Torreense           | Estádio Nacional, Oeiras      |
| 1956-57 | SL Benfica (9)              | 3-1           | Sporting da Covilhã     | Estádio Nacional, Oeiras      |
| 1957-58 | FC Porto (2)                | 1-0           | SL Benfica              | Estádio Nacional, Oeiras      |
| 1958-59 | SL Benfica (10)             | 1-0           | FC Porto                | Estádio Nacional, Oeiras      |
| 1959-60 | CF Os Belenenses (2)        | 2-1           | Sporting CP             | Estádio Nacional, Oeiras      |
| 1960-61 | Leixões SC (1)              | 2-0           | FC Porto                | Estádio das Antas, Porto      |
| 1961-62 | SL Benfica (11)             | 3-0           | Vitória FC de Setúbal   | Estádio Nacional, Oeiras      |
| 1962-63 | Sporting CP (6)             | 4-0           | Vitória SC de Guimarães | Estádio Nacional, Oeiras      |
| 1963-64 | SL Benfica (12)             | 6-2           | FC Porto                | Estádio Nacional, Oeiras      |
| 1964-65 | Vitória FC de Setúbal (1)   | 3-1           | SL Benfica              | Estádio Nacional, Oeiras      |
| 1965-66 | Sporting de Braga (1)       | 1-0           | Vitória FC de Setúbal   | Estádio Nacional, Oeiras      |
| 1966-67 | Vitória FC de Setúbal (2)   | 3-2           | A. Académica Coimbra    | Estádio Nacional, Oeiras      |
| 1967-68 | FC Porto (3)                | 2-1           | Vitória FC de Setúbal   | Estádio Nacional, Oeiras      |
| 1968-69 | SL Benfica (13)             | 2-1           | A. Académica Coimbra    | Estádio Nacional, Oeiras      |
| 1969-70 | SL Benfica (14)             | 3-1           | Sporting CP             | Estádio Nacional, Oeiras      |
| 1970-71 | Sporting CP (7)             | 4-1           | SL Benfica              | Estádio Nacional, Oeiras      |
| 1971-72 | SL Benfica (15)             | 3-2           | Sporting CP             | Estádio Nacional, Oeiras      |
| 1972-73 | Sporting CP (8)             | 3-2           | Vitória FC de Setúbal   | Estádio Nacional, Oeiras      |
| 1973-74 | Sporting CP (9)             | 2-1           | SL Benfica              | Estádio Nacional, Oeiras      |
| 1974-75 | Boavista FC (1)             | 2-1           | SL Benfica              | Estádio José Alvalade, Lisboa |
| 1975-76 | Boavista FC (2)             | 2-1           | Vitória SC de Guimarães | Estádio das Antas, Porto      |
| 1976-77 | FC Porto (4)                | 1-0           | Sporting de Braga       | Estádio das Antas, Porto      |
| 1977-78 | Sporting CP (10)            | 1-1, 2-1      | FC Porto                | Estádio Nacional, Oeiras      |
| 1978-79 | Boavista FC (3)             | 1-1, 1-0      | Sporting CP             | Estádio Nacional, Oeiras      |
| 1979-80 | SL Benfica (16)             | 1-0           | FC Porto                | Estádio Nacional, Oeiras      |
| 1980-81 | SL Benfica (17)             | 3-1           | FC Porto                | Estádio Nacional, Oeiras      |
| 1981-82 | Sporting CP (11)            | 4-0           | Sporting de Braga       | Estádio Nacional, Oeiras      |
| 1982-83 | SL Benfica (18)             | 1-0           | FC Porto                | Estádio das Antas, Porto      |
| 1983-84 | FC Porto (5)                | 4-1           | Rio Ave FC              | Estádio Nacional, Oeiras      |
| 1984-85 | SL Benfica (19)             | 3-1           | FC Porto                | Estádio Nacional, Oeiras      |
| 1985-86 | SL Benfica (20)             | 2-0           | CF Os Belenenses        | Estádio Nacional, Oeiras      |
| 1986-87 | SL Benfica (21)             | 2-1           | Sporting CP             | Estádio Nacional, Oeiras      |
| 1987-88 | FC Porto (6)                | 1-0           | Vitória SC de Guimarães | Estádio Nacional, Oeiras      |
| 1988-89 | CF Os Belenenses (3)        | 2-1           | SL Benfica              | Estádio Nacional, Oeiras      |
| 1989-90 | CF Estrela da Amadora (1)   | 1-1, 2-0      | SC Farense              | Estádio Nacional, Oeiras      |
| 1990-91 | FC Porto (7)                | 3-1 (prò.)    | SC Beira-Mar            | Estádio Nacional, Oeiras      |
| 1991-92 | Boavista FC (4)             | 2-1           | FC Porto                | Estádio Nacional, Oeiras      |
| 1992-93 | SL Benfica (22)             | 5-2           | Boavista FC             | Estádio Nacional, Oeiras      |
| 1993-94 | FC Porto (8)                | 0-0, 2-1      | Sporting CP             | Estádio Nacional, Oeiras      |
| 1994-95 | Sporting CP (12)            | 2-0           | CS Marítimo             | Estádio Nacional, Oeiras      |
| 1995-96 | SL Benfica (23)             | 3-1           | Sporting CP             | Estádio Nacional, Oeiras      |
| 1996-97 | Boavista FC (5)             | 3-2           | SL Benfica              | Estádio Nacional, Oeiras      |
| 1997-98 | FC Porto (9)                | 3-1           | Sporting de Braga       | Estádio Nacional, Oeiras      |
| 1998-99 | SC Beira-Mar (1)            | 1-0           | SC Campomaiorense       | Estádio Nacional, Oeiras      |
| 1999-00 | FC Porto (10)               | 1-1, 2-0      | Sporting CP             | Estádio Nacional, Oeiras      |
| 2000-01 | FC Porto (11)               | 2-0           | CS Marítimo             | Estádio Nacional, Oeiras      |
| 2001-02 | Sporting CP (13)            | 1-0           | Leixões SC              | Estádio Nacional, Oeiras      |
| 2002-03 | FC Porto (12)               | 1-0           | União de Leiria         | Estádio Nacional, Oeiras      |
| 2003-04 | SL Benfica (24)             | 2-1 (prò.)    | FC Porto                | Estádio Nacional, Oeiras      |
| 2004-05 | Vitória FC de Setúbal (3)   | 2-1           | SL Benfica              | Estádio Nacional, Oeiras      |
| 2005-06 | FC Porto (13)               | 1-0           | Vitória FC de Setúbal   | Estádio Nacional, Oeiras      |
| 2006-07 | Sporting CP (14)            | 1-0           | CF Os Belenenses        | Estádio Nacional, Oeiras      |
| 2007-08 | Sporting CP (15)            | 2-0 (prò.)    | FC Porto                | Estádio Nacional, Oeiras      |
| 2008-09 | FC Porto (14)               | 1-0           | FC Paços de Ferreira    | Estádio Nacional, Oeiras      |
| 2009-10 | FC Porto (15)               | 2-1           | GD Chaves               | Estádio Nacional, Oeiras      |
| 2010-11 | FC Porto (16)               | 6-2           | Vitória SC de Guimarães | Estádio Nacional, Oeiras      |
| 2011-12 | A. Académica Coimbra (2)    | 1-0           | Sporting CP             | Estádio Nacional, Oeiras      |
| 2012-13 | Vitória SC de Guimarães (1) | 2-1           | SL Benfica              | Estádio Nacional, Oeiras      |
| 2013-14 | SL Benfica (25)             | 1-0           | Rio Ave FC              | Estádio Nacional, Oeiras      |
| 2014-15 | Sporting CP (16)            | 2-2 (3-1 p)   | Sporting de Braga       | Estádio Nacional, Oeiras      |
| 2015-16 | Sporting de Braga (2)       | 2-2 (4-2 p)   | FC Porto                | Estádio Nacional, Oeiras      |
| 2016-17 | SL Benfica (26)             | 2-1           | Vitória SC de Guimarães | Estádio Nacional, Oeiras      |
| 2017-18 | CD Aves (1)                 | 2-1           | Sporting CP             | Estádio Nacional, Oeiras      |
| 2018-19 | Sporting CP (17)            | 2-2 (5-4 p)   | FC Porto                | Estádio Nacional, Oeiras      |
| 2019-20 | FC Porto (17)               | 2-1           | SL Benfica              | E. Cidade de Coimbra, Coïmbra |
| 2020-21 | Sporting de Braga (3)       | 2-0           | SL Benfica              | E. Cidade de Coimbra, Coïmbra |
| 2021-22 | FC Porto (18)               | 3-1           | CD Tondela              | Estádio Nacional, Oeiras      |
| 2022-23 | FC Porto (19)               | 2-0           | Sporting de Braga       | Estádio Nacional, Oeiras      |
| 2023-24 | FC Porto (20)               | 2-1 (prò.)    | Sporting CP             | Estádio Nacional, Oeiras      |
| 2024-25 | Sporting CP (18)            | 3-1 (prò.)    | SL Benfica              | Estádio Nacional, Oeiras      |